# Wajinden

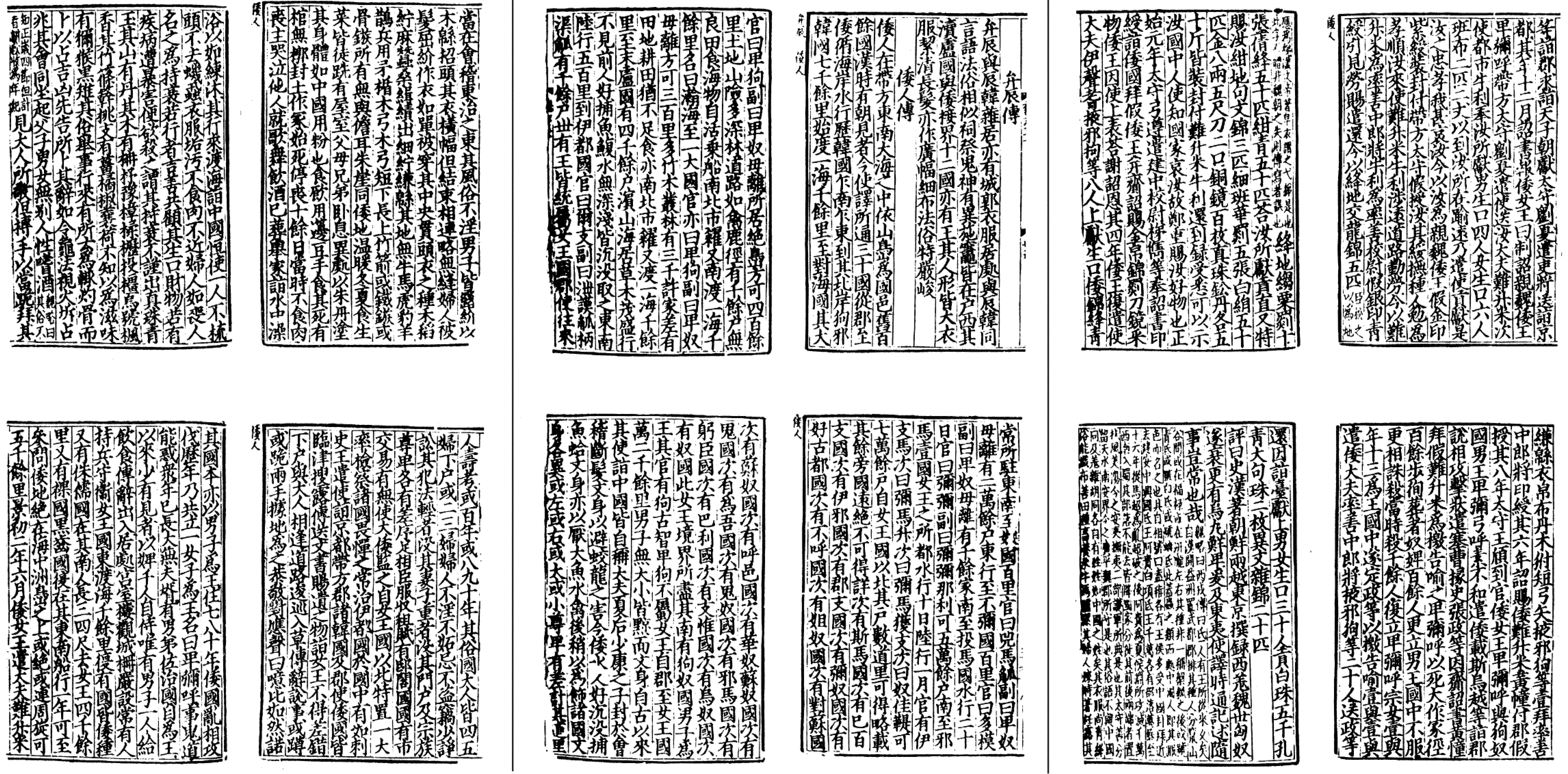
Wei Zhi (297)

Wajinden (倭人伝) is de Japanse uitspraak van Worenzhuan (倭人傳), het eerste belangrijke Chinese verslag over Japan. De titel betekent bericht over de mensen van Wa, en het werk was een hoofdstuk van de Weizhi (魏志, Kroniek van Wei, ook wel Weishu, 魏書, Boek van de Wei), zelf weer een onderdeel van de Kroniek van de Drie Rijken. Dit werk is tussen 285 en 297 samengesteld. De informatie is gebaseerd op een tegenbezoek dat rond 240 werd gedaan nadat een Japanse missie China had bezocht. Vermoedelijk werd alleen noordwestelijk Kyushu aangedaan.
Wa, zo schrijft het verslag, heeft gezantschappen naar China gezonden sinds 57. De inwoners zijn wetsgetrouw, doen aan toekomstvoorspelling en rituele reinheid. Ze verbouwen graan, spinnen, weven en vissen, maar hebben geen paarden, ossen of schapen. Ze houden van sterkedrank. Als een hoger geplaatst persoon langskomt, hurken ze aan de kant van de weg met de handen op de grond om respect te tonen. Tatoeages en beschilderingen van de huid geven de rang aan.
Er zijn in Japan volgens het verslag 100 "landen", sommige met een koning, andere met een koningin aan het hoofd. Er was, volgens het boek, in het begin van de eeuw een burgeroorlog geweest, maar een priesteres-koningin Himiko had het land weten te verenigen.